# José María García Lavilla
José María García La Villa (Pola de Siero, Asturias, España, 23 de mayo de 1942), conocido como José María, es un exfutbolista español. Jugaba como delantero y desarrolló su carrera deportiva en dos clubes de la Primera División: el Real Oviedo y el R. C. D. Español, durante las décadas de los años 60 y 70 del siglo XX.
Es el tercer jugador con más partidos oficiales disputados en la historia del Real Club Deportivo Espanyol (noviembre de 2022).

## Trayectoria

### Como futbolista
Se inició como futbolista en su localidad natal, Pola de Siero, hasta que fichó por el Real Oviedo en 1957. Debutó con el equipo ovetense en Primera División el 29 de enero de 1961 frente al Club Atlético de Madrid en el estadio Metropolitano. El encuentro finalizó con una victoria del Atlético por 2-0 y Sabino Barinaga fue el entrenador que lo hizo debutar. En sus cinco temporadas con el cuadro carbayón jugó 108 partidos de Primera División en los que llegó a anotar veintitrés goles. Al final de la temporada 1962/63, y tras haber conseguido un tercer puesto en la Liga, el club azul recibió una oferta del F. C. Barcelona para ficharlo, pero tras los traspasos de Paquito y Sánchez Lage al Valencia C. F., la directiva azul logró retenerlo.
Sin embargo, en la temporada 1965/66 tras el descenso del Real Oviedo a la Segunda División, fue traspasado al R. C. D. Español. Allí jugó durante once temporadas, todas ellas en la Primera División excepto la 1969/70. Debutó con los periquitos el 12 de septiembre de 1965 frente al Real Zaragoza con un resultado final de 1-1. Con el club catalán disputó 341 partidos de carácter oficial (300 partidos de liga, 31 de Copa y 10 de la Copa de la UEFA), en los que logró cincuenta y tres goles (50 en la liga, 1 en la Copa y 2 en la UEFA).

### Como entrenador
Su trayectoria como entrenador se restringió al Real Oviedo. Debutó sustituyendo a Lalo cuando el cuadro azul militaba en la Segunda División B el 15 de enero de 1979, en tándem con Luis Diestro. Consiguió el ascenso a Segunda División al final de la temporada. Volvió al banquillo carbayón en la jornada 18 de la temporada 1981/82, sustituyendo a José Víctor el 8 de enero de 1982, y logró la permanencia en la categoría tras finalizar en el décimo sexto puesto. Esto le permitió continuar entrenando al equipo asturiano toda la temporada siguiente, 1982/83, en la que consiguió la decimotercera posición.
Al abandonar la vida deportiva en su vertiente más activa, pasó a regentar, en sustitución de sus padres, una tienda de deportes en Pola de Siero, hasta su jubilación en 2007.

## Selección nacional
Mientras militaba en el Real Oviedo, debutó con la selección española "B" en el mes de noviembre de 1964, en el Campo del Arcángel de Córdoba, frente a Portugal B con un resultado final de 3-0 al que contribuyó con dos goles conseguidos desde del punto de penalti.
Su debut con la selección absoluta se produjo el día 7 de diciembre de 1966. Al frente del combinado nacional se hallaba Domènec Balmanya, el escenario es el Estadio de Mestalla en Valencia y el rival la República de Irlanda en partido de la fase previa de la Eurocopa 1968. España acabó venciendo 2-0 y la primera aparición de José María no pudo ser más afortunada, ya que en el minuto 22 anotó el gol que abre el camino de la victoria. Después de este, le siguieron cinco partidos más: Turquía, 0 - España, 0 (Estambul, 1 de febrero de 1967), Inglaterra, 2 – España, 0 (Londres, 24 de mayo de 1967), España, 2 – Turquía, 0 (Bilbao, 31 de mayo de 1967), Checoslovaquia, 1 – España, 0 (Praga, 1 de octubre de 1967) y España, 2 – Checoslovaquia, 1 (Madrid, 22 de octubre de 1967).

## Clubes
| Club             | País   | Año       | Partidos | Goles |
| ---------------- | ------ | --------- | -------- | ----- |
| Real Oviedo      | España | 1960-1965 | 108      | 23    |
| R. C. D. Español | España | 1965-1976 | 300      | 50    |